# Thibault Verny
Thibault Verny (Parigi, 7 novembre 1965) è un arcivescovo cattolico francese, dall'11 maggio 2023 arcivescovo di Chambéry e vescovo di San Giovanni di Moriana e Tarantasia e dal 5 luglio 2025 presidente della Pontificia commissione per la tutela dei minori.

## Biografia
Thibault Verny è nato a Parigi il 7 novembre 1965 in una famiglia originaria del Puy-de-Dôme.

### Formazione e ministero sacerdotale
Dal 1986 al 1990 ha studiato alla Scuola superiore di fisica e chimica industriale della città di Parigi dove ha ottenuto il diploma di ingegnere fisico. Ha compiuto gli studi ecclesiastici nel seminario della stessa città dal 1992 al 1993 e presso il Pontificio Seminario Francese a Roma dal 1994 al 1999.
Il 21 settembre 1997 è stato ordinato diacono per l'arcidiocesi di Parigi nella chiesa di Nostra Signora della Croce a Ménilmontant a Parigi da monsignor Michel François Pollien, vescovo ausiliare di Parigi. Il 27 giugno 1998 è stato ordinato presbitero per per la medesima arcidiocesi nella cattedrale di Notre-Dame a Parigi dal cardinale Aron Jean-Marie Lustiger, arcivescovo metropolita di Parigi. Nel 1999 ha conseguito la licenza in teologia dogmatica presso la Pontificia Università Gregoriana. In seguito è stato vicario parrocchiale di Sant'Onorato d'Eylau a Parigi dal 1999 al 2005; cappellano del liceo "Janson de Sailly", del gruppo scout Saint-Louis e del collegio "Eugène Delacroix" dal 2001 al 2005; parroco della parrocchia di Nostra Signora di Loreto a Parigi dal 2005 al 2016; decano del decanato di Magenta-Lafayette dal 2007 al 2016; delegato diocesano aggiunto per le vocazioni sacerdotali e religiose dal 2014 e vicario generale dal 9 maggio 2016. È entrato in carica in quest'ultimo ufficio il 1º settembre successivo.
Nel 2008 è diventato anche oblato del monastero benedettino di Nostra Signora della Santa Speranza a Mesnil-Saint-Loup.

### Ministero episcopale
Il 25 giugno 2016 papa Francesco lo ha nominato vescovo ausiliare di Parigi, assegnandogli la sede titolare di Lamzella. Ha ricevuto l'ordinazione episcopale il 9 settembre successivo nella cattedrale di Notre-Dame a Parigi dal cardinale André Vingt-Trois, arcivescovo metropolita di Parigi, co-consacranti il vescovo di Versailles Éric Aumonier, il vescovo di Soissons Renauld de Dinechin, il vescovo ausiliare di Parigi Jérôme Daniel Beau e il vescovo di Blois Jean-Pierre Batut. Come motto ha scelto l'espressione "Si tu savais le don de Dieu", tratta dal versetto 4,10 del Vangelo secondo Giovanni.
Ha continuato a prestare servizio come vicario generale dell'arcidiocesi. È stato anche incaricato di gestire gli sforzi dell'arcidiocesi per proteggere i minori dagli abusi sessuali e prendersi cura delle vittime degli stessi. Ha partecipato ai negoziati tra l'arcidiocesi di Parigi e la Procura della Repubblica di Parigi per sviluppare procedure per la segnalazione di accuse di abusi alle autorità civili e ha gestito l'attuazione e il monitoraggio del programma.
L'11 maggio 2023 lo stesso pontefice lo ha nominato arcivescovo di Chambéry e vescovo di San Giovanni di Moriana e Tarantasia, tre sedi unite aeque principaliter. Il 18 giugno si è congedato dall'arcidiocesi di Parigi con una messa celebrata nella chiesa di Nostra Signora di Loreto a Parigi. Il 27 agosto successivo ha preso possesso dell'arcidiocesi di Chambery con una cerimonia tenutasi nella cattedrale di San Francesco di Sales a Chambéry. Il 2 settembre ha preso possesso della diocesi di San Giovanni di Moriana con una cerimonia tenutasi nella cattedrale di San Giovanni Battista a San Giovanni di Moriana. Il 9 dello stesso mese ha preso possesso della diocesi di Tarantasia con una cerimonia tenutasi nella cattedrale di San Pietro a Moûtiers.
In seno alla Conferenza episcopale di Francia è stato membro del consiglio per l'unità dei cristiani e le relazioni con l'ebraismo dal 2017 al 2022, ospite permanente del consiglio per la prevenzione e la lotta alla pedofilia dal 2021 al 2022 e presidente dello stesso dal 1º luglio 2022  al 2025. Nel 2021 ha annunciato la creazione di un centro di ascolto per gli ecclesiastici accusati di avere commesso violenze sessuali.
Il 5 luglio 2025 papa Leone XIV lo ha nominato anche presidente della Pontificia commissione per la tutela dei minori, un organismo della Curia romana, di cui era membro dal 30 settembre 2022. Come membro ha svolto un ruolo nei lavori della commissione nella Repubblica Centrafricana e in Costa d'Avorio.

## Genealogia episcopale
La genealogia episcopale è:
- Cardinale Scipione Rebiba
- Cardinale Giulio Antonio Santori
- Cardinale Girolamo Bernerio, O.P.
- Arcivescovo Galeazzo Sanvitale
- Cardinale Ludovico Ludovisi
- Cardinale Luigi Caetani
- Cardinale Ulderico Carpegna
- Cardinale Paluzzo Paluzzi Altieri degli Albertoni
- Papa Benedetto XIII
- Papa Benedetto XIV
- Papa Clemente XIII
- Cardinale Marcantonio Colonna
- Cardinale Giacinto Sigismondo Gerdil, B.
- Cardinale Giulio Maria della Somaglia
- Cardinale Carlo Odescalchi, S.I.
- Vescovo Eugène de Mazenod, O.M.I.
- Cardinale Joseph Hippolyte Guibert, O.M.I.
- Cardinale François-Marie-Benjamin Richard
- Vescovo Marie-Prosper-Adolphe de Bonfils
- Cardinale Louis-Ernest Dubois
- Cardinale Georges-François-Xavier-Marie Grente
- Arcivescovo Marcel-Marie-Henri-Paul Dubois
- Cardinale François Marty
- Cardinale Jean-Marie Lustiger
- Cardinale André Vingt-Trois
- Arcivescovo Thibault Verny